# بنیاد کلاه زرین
بنیاد کلاه زرین (انگلیسی: Golden Hat Foundation) یک سازمان غیرانتفاعی است که به‌وسیلهٔ بازیگر انگلیسی کیت وینسلت و مارگرت اریکسدوتیر در سال ۲۰۱۰ بنیان نهاده شد. وینسلت هنگام فیلم‌برداری مستند شجاعت مادری: گستاخی صحبت‌کردن با اوتیسم با اریکسدوتیر و پسرش کلی تورستاینسون (که مبتلا اوتیسم است) آشنا شد. تمرکز این سازمان بر افزایش آگاهی از اوتیسم است و بیان می‌کند که مأموریت آنها «تغییر نحوه درک افراد دربارهٔ طیف اوتیسم، با روشن کردن توانایی‌های آنها و تأکید بر پتانسیل بزرگ آن‌ها است.»
این سازمان نام خود را از شعری نوشتهٔ تورستاینسون گرفته‌است که در آن او یک کلاه زرین جادویی را توصیف می‌کند که توانایی صحبت به جای شخصیت قهرمان داستان (که قادر به صحبت کردن نبود) را داشت. در سال ۲۰۱۱، بنیاد کلاه زرین با شرکت لوازم آرایشی لانکوم همکاری کرد تا یک مجموعه آرایشی با مضمون کلاه زرین ایجاد کند، با این هدف که بخشی از درآمد حاصل از آن به نفع سازمان باشد.